# Saint-Genest-sur-Roselle
Saint-Genest-sur-Roselle är en kommun i departementet Haute-Vienne i regionen Nouvelle-Aquitaine i västra Frankrike. Kommunen ligger i kantonen Pierre-Buffière som tillhör arrondissementet Limoges. År 2022 hade Saint-Genest-sur-Roselle 541 invånare.

## Befolkningsutveckling
Antalet invånare i kommunen Saint-Genest-sur-Roselle
| Referens: INSEE |